# 深牛駅
深牛駅（ふかうしえき）は、北海道（胆振支庁）勇払郡穂別村大字辺富内村（現・むかわ町富内）にあった北海道鉄道（2代）金山線（後の国鉄富内線）の貨物駅（廃駅）である。1943年（昭和18年）8月1日の北海道鉄道国有化とともに廃駅となった。

## 歴史
- 1924年（大正13年）6月10日 - 北海道鉄道（2代）金山線の深牛駅（ふかうしえき）として開業[3][4]。貨物駅[3]。
- 1943年（昭和18年）8月1日 - 戦時買収による国有化とともに廃駅となる[5][4]。

### 駅名の由来
アイヌ語の「ウッカウシ（utka-us-i）」（細流の多いところ）に由来するとされる。

## 駅周辺
- 北海道道131号平取穂別線
- 鵡川[6]
- フカウシ沢川

## 駅跡
灌木と雑草が生い茂っている。

## 隣の駅
北海道鉄道
金山線
穂別駅 - 深牛駅 - 辺富内駅（後の富内駅）